# Monastero di San Giorgio (Il Cairo)
Il Monastero di San Giorgio o (Der Mar Girgis (ar|دير مر جرجيس)), conosciuto anche col nome di Der al-Banat, è un complesso religioso ubicato nella via omonima della Cairo Vecchia; la parte più antica del sito risale al circa al 830 d.C.

## Descrizione
Il monastero si trova sulle rovine meridionali della Fortezza di Babilonia ed è adiacente al Museo copto del Cairo ed affiancato dalla stazione Mar Girgis della Metropolitana del Cairo. È una vasta struttura composta da vari edifici, su una superficie di diversi ettari di proprietà della Chiesa Greca Ortodossa di Alessandria.
ll Monastero di San Giorgio del Cairo è diviso in questo ordine: 
- La Chiesa di San Giorgio del Cairo, monumento risalente al X secolo, ma gli edifici attuali sono del 1909 ricostruiti dopo l'incendio del 1904.
- Il convento dei monaci, struttura che risale al VII secolo è formata da diversi piani di diverse epoche, con alcune sale al pianterreno aperta al pubblico. L'antico portone d'ingresso, in legno decorato, è tra le attrazioni del luogo
- Giardino e caffetteria, in cui sono esposte statue e reperti in pietra del sito.
- Cimitero Greco Ortodosso del Cairo.